# Javier Alvial
Javier Andrés Alvial (Fairfax, Virginia, Estados Unidos, 12 de febrero de 1992) es un futbolista estadounidense nacionalizado chileno. 

## Trayectoria
Hijo de un exjugador y actual ojeador del Chelsea FC pasó por diversas divisiones inferiores y varios países comenzando su carrera como juvenil en el Atlanta United para luego pasar por Universidad de Chile, Puerto Rico Islanders, Universidad Católica, Colo-Colo, Defensor Sporting, River Plate, Chelsea FC, Municipal Iquique, FC Dallas y Atlanta Silverbacks.
Se ha dicho que Alvial jugó en estos clubes durante un año o menos en El Gráfico. En una entrevista  dice que "a causa de mi trabajo de mis padres, siempre tenía que estar viajando de un lugar a otro por lo que no podía permanecer en un club." 
Luego jugó para la Universidad de Alabama en Birmingham durante unos meses, pero se retiró del equipo en la temporada media para perseguir su sueño de convertirse en un jugador de fútbol profesional.
Primera experiencia profesional de Alvial estaba con Puerto Rico Islanders en la edad de 14, cuando los jugadores de renombre como Arturo Norambuena y Gustavo Barros Schelotto estaban jugando. Otras de sus experiencias profesionales fueron con Deportes Iquique, y de la Major League Soccer Columbus Crew, y el FC Dallas.
Finalmente tras estar por muchos clubes a nivel juvenil o entrenando en planteles profesionales sin debutar firma su primer contrato como profesional con el San Luis de la Primera B de Chile.

## Selección nacional
Ha sido internacional con la Selección de fútbol de Estados Unidos a nivel sub-17 cuando tenías 15 años pero no llegó a participar en alguna competición oficial. También ha estado entrenando en las divisiones inferiores de la Selección de fútbol de Chile.

## Clubes
| Club     | País  | Año  |
| -------- | ----- | ---- |
| San Luis | Chile | 2013 |